# Anthophora tarsalis
Anthophora tarsalis là một loài Hymenoptera trong họ Apidae. Loài này được Priesner mô tả khoa học năm 1957.